# Elefant Ludwigs IX.

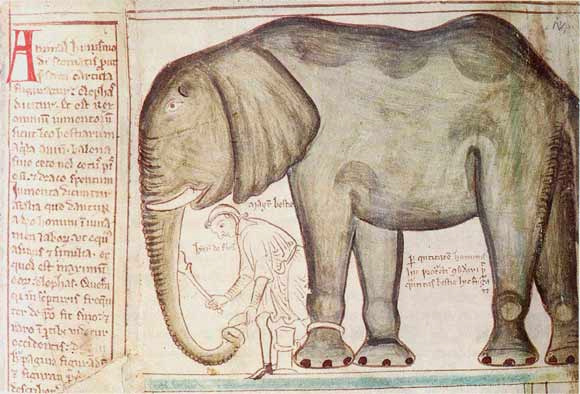
Der Elefant Ludwigs IX. Aus der Chronica majora des Matthäus Paris, 13. Jh.

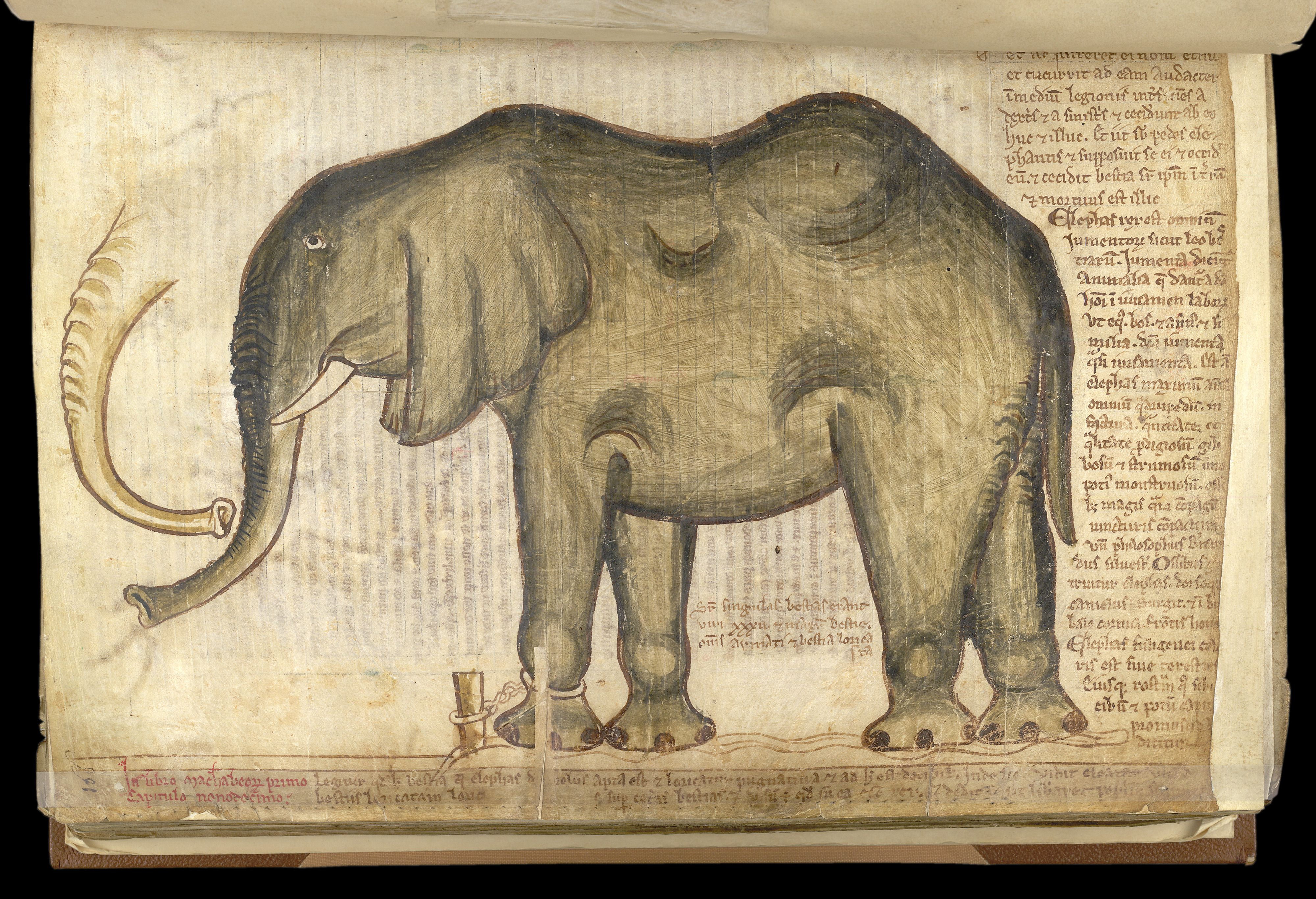
Der Elefant Ludwigs IX. Aus dem Liber additamentorum des Matthäus Paris, 1255;

Der Elefant Ludwigs IX. († 1258) war ein Geschenk an Heinrich III. von England im Jahre 1255 und gilt als der erste Elefant in London.

## Leben und Bedeutung
Ludwig IX., der Heilige, König von Frankreich, brachte 1255 nach dem verlorenen sechsten Kreuzzug aus dem Heiligen Land einen Elefanten mit nach Frankreich. Im selben Jahr schickte er das Tier mit Henricus de Flor, seinem magister bestiae, nach England als Geschenk an Heinrich III. Das Tier starb 1258 in der Menagerie des Tower.
Mit Abul Abbas, dem weißen Elefanten Karls des Großen, ist ein Elefant in Europa um 800 zum ersten Mal namentlich und urkundlich bezeugt; auch Friedrich II. besaß einen. Im 16. Jahrhundert wurden diese Tiere, insbesondere die gelehrigen indischen, unter den europäischen Herrschern zu wertvollen diplomatischen Geschenkideen, von denen zum Beispiel Hanno und Soliman auch namentlich bekannt wurden. Inwieweit Ludwig IX. von Frankreich mit der Sendung seines Souvenirs an den englischen König politische Interessen verfolgt haben könnte, kann nur vermutet werden.